# Frank Geideck
Frank Geideck (* 2. April 1967 in Bielefeld) ist ein deutscher Fußballlehrer und ehemaliger Fußballspieler.

## Laufbahn
Der Abwehrspieler Frank Geideck begann das Fußballspielen 1972 bei Arminia Bielefeld und wechselte später zum unterklassigen Bielefelder Fußballverein VfR Wellensiek. Zur Saison 1988/89 der Oberliga Westfalen kehrte Geideck zum DSC Arminia zurück und verblieb dort bis zu seinem Karriereende 1996. In dieser Zeit bestritt er insgesamt 157 Spiele im Trikot der Arminia und erzielte 10 Treffer.
Nachdem Geideck in der Saison 1995/96 mit der Arminia den Aufstieg in die Bundesliga erreichen konnte, beendete der Diplom-Sportlehrer seine aktive Fußballer-Karriere und wurde zur folgenden Saison 1996/97 Assistenztrainer neben Ernst Middendorp, nachdem er dieses Amt bereits ein Jahr als Spielertrainer ausgeübt hatte.
Nachdem der damalige Trainer Uwe Rapolder bereits in der Saison 2004/05 seinen Wechsel zum 1. FC Köln angekündigt hatte, wurde dieser am 11. Mai 2005 vorzeitig entlassen und Co-Trainer Geideck übernahm für die letzten beiden Spieltage der Saison den Posten des Cheftrainers. Abgelöst wurde er vom vorherigen Sportdirektor Thomas von Heesen und Geideck übernahm wieder die Position des Co-Trainers.
Geideck war zuletzt von Februar bis März 2007 Cheftrainer der Arminia, nachdem Thomas von Heesen im Anschluss an die 0:1-Niederlage in München seinen Rücktritt als Bielefelder Trainer verkündete. Ab dem 14. März 2007 war Geideck wieder Co-Trainer, als Ernst Middendorp neuer Cheftrainer wurde.
Zur Saison 2009/10 folgte er dem bei Arminia Bielefeld entlassenen Trainer Michael Frontzeck als Co-Trainer zum Bundesligisten Borussia Mönchengladbach. Auch in den folgenden Jahren verblieb Geideck stets bei Trainerwechseln als Co-Trainer im Trainer-Team von Borussia Mönchengladbach.
Geideck war in der Folge nach der Freistellung Frontzecks im Frühjahr 2011 Assistenztrainer unter Lucien Favre bis 2015, unter Andre Schubert bis 2016, unter Dieter Hecking bis 2019, unter Marco Rose bis 2021 sowie unter Adi Hütter bis 2022. Nach 13 Jahren verließ Geideck am 8. September 2022 die Borussia und wechselte als Co-Trainer zum Ligakonkurrenten RB Leipzig. Dort assistierte er –  wie zuvor schon in Mönchengladbach – erneut an der Seite von Marco Rose. Am 30. März 2025 erfolgte die Freistellung.